# Лукавська сільська рада
Лукавська сільська рада — орган місцевого самоврядування у Самбірському районі Львівської області. Адміністративний центр — село Лука.

## Історія
Утворена в лютому 1940 року як Лукавська сільська рада. Рішенням Львівського облвиконкому від 1 серпня 1959 року об'єднана із Залужанською сільською радою в одну — Лукавську сільську раду з центром у селі Лука.
Перейменована 7 червня 1965 року на Озернянську сільську раду.
Львівська обласна рада рішенням від 11 липня 2001 року перейменувала Озернянську сільську раду на Лукавську сільську раду.

## Розташування
Лукавська сільська рада знаходиться у південно-східній частині Самбірського району. На півночі межує з Великобілинською сільською радою та Погірцівською сільською радою, на заході з Дублянською селищною радою Самбірського району. На сході з Волощанською сільською радою, на півдні з Верхньодорожівською та Бистрицькою сільськими радами Дрогобицького району.
Відстань до районного центру, м. Самбір — 15 км.

## Населені пункти
Сільській раді підпорядковані населені пункти.
| № | Назва населеного пункту | Населення | Площа, км² | Густота населення | Дата заснування |
| - | ----------------------- | --------- | ---------- | ----------------- | --------------- |
| 1 | с. Лука                 | 333       | 1,74       | 35,05             | 1473            |
| 2 | с. Залужани             | 386       | 1,07       | 45,41             | X ст.           |
| 3 | с. Майнич               | 260       | 0,88       | 34,67             | 1624            |
| 4 | с. Мала Хвороща         | 0         | 0,18       | 0                 | 1734            |

## Склад ради
Рада складається з 16 депутатів та голови.
- Сільський голова: Артимович Іван Михайлович
- Секретар ради: Мороз Марія Володимирівна

### Керівний склад попередніх скликань
| ПІБ                       | Основні відомості                                                                  | Дата обрання         | Дата звільнення    |
| ------------------------- | ---------------------------------------------------------------------------------- | -------------------- | ------------------ |
| Шийко Іван Миколайович    | Сільський голова                                                                   | 31 жовтня 2010 року  | 5 жовтня 2011 року |
| Артимович Іван Михайлович | Сільський голова, освіта вища, позапартійний, КП «Дрогобичводокал», технік-механік | 18 березня 2012 року |                    |

Примітка: таблиця складена за даними джерела

### Депутатський склад
Рада складається з 16 депутатів та голови.
| Боднар Катерина Семенівна  | Ортинський Василь Михайлович  | Бокало Євген Іванович     | Стебельський Осип Пилипович |
| Струк Марія Орестівна      | Дуб Михайло Іванович          | Ткач Василь Михайлович    | Жукова Олена Олександрівна  |
| Лучковський Петро Осипович | Чолівський Любомир Михайлович | Мисак Богдан Мар'янович   | Штарк Роман Михайлович      |
| Яворська Ганна Петрівна    | Віхряк Світлана Миколаївна    | Чолівська Марія Йосипівна | Мороз Марія Володимирівна   |

Примітка: таблиця складена за даними джерела

## Релігійні громади і конфесії
| № | Назва населеного пункту | Назва храму                  | Дата храмового свята           | Релігійна громада | Настоятель           |
| - | ----------------------- | ---------------------------- | ------------------------------ | ----------------- | -------------------- |
| 1 | с. Лука                 | Св. Миколая                  | 19 грудня 22 травня            | УГКЦ              | о. Назар Дмитро      |
| 2 | с. Залужани             | Різдва Пресвятої Богородиці  | 21 вересня Вознесіння Господнє | УГКЦ              | о. Назар Дмитро      |
| 3 | с. Майнич               | Покрови Пресвятої Богородиці | 14 жовтня                      | УПЦ КП            | о. Яремкович Михайло |
| 3 | с. Майнич               | Покрови Пресвятої Богородиці | 12 липня                       | УГКЦ              | о. Хом'як Мирослав   |

Примітка: таблиця складена за даними джерела

## Освіта
- Залужанська СЗШ І ст;
- Майницька СЗШ І ст.

## Культура
- Народний Дім с. Залужани;
- Народний Дім с. Майнич;
- Народний Дім с. Лука;
- Бібліотека с. Залужани;
- Бібліотека с. Майнич.

## Медицина
- Фельдшерський Пункт с. Залужани;
- Фельдшерський Пункт с. Лука;
- Фельдшерський Пункт с. Майнич.